# Galeriegrab Ostönnen
Das Galeriegrab Ostönnen ist eine nur in Resten erhaltene und oberirdisch nicht sichtbare megalithische Grabanlage der jungsteinzeitlichen Wartbergkultur bei Ostönnen, einem Ortsteil von Soest im Kreis Soest (Nordrhein-Westfalen).

## Lage
Das Grab befindet sich östlich von Ostönnen am Hellweg auf dem Flurstück „Auf dem Kräggenbrink“. Die Fundstelle war in der Vor- und Frühgeschichte über lange Zeit besiedelt. Hier wurden auch Siedlungsreste der Linearbandkeramik, ein spätbronze-/früheisenzeitliches Urnengräberfeld und früh- bis hochmittelalterliche Keramik entdeckt.

## Forschungsgeschichte
Das Grab wurde 1904 bei Planierungsarbeiten entdeckt. Dabei wurde das benachbarte Urnengräberfeld zerstört und auch das Galeriegrab erheblich beschädigt. 1929 wurden die Reste der Anlage unter Leitung von August Stieren archäologisch untersucht. In den 1960er Jahren fanden Feldbegehungen der Fundstelle statt.

## Beschreibung

### Architektur
Die Anlage ist west-östlich orientiert. Sie hat eine Gesamtlänge von 23 m und eine Breite von 2,8 m; die ursprüngliche Höhe ist unbekannt. Die Grabkammer hat eine innere Länge von 22 m und eine Breite von 2,2 m. Die Kammer war aus Platten aus Soester Grünsandstein errichtet worden, die 1904 alle entfernt wurden. Bei der Grabung von 1929 konnten nur noch Trümmerstücke sowie die Standgruben festgestellt werden. Die Gruben sind zwischen 0,6 m und 2,3 m lang und zwischen 0,3 m und 0,4 m breit. Zwischen den Wandplatten befanden sich Lücken, die wahrscheinlich mit Trockenmauerwerk verfüllt waren. Wo sich der Zugang zur Kammer befunden hat, ist nicht ganz klar. Stieren vermutete ihn an der südlichen Langseite, etwa 6 m vom westlichen Ende. Dort stellte er eine größere Lücke von 1 m Breite fest, die von zwei kleinen Steinen eingefasst war. Nach Kerstin Schierhold wäre dies aber eine ungewöhnliche Position, da sich die Zugänge bei den Galeriegräbern von Typ Rimbeck sonst stets an der Mitte einer Langseite befinden.
Das Baumaterial für die Kammer stammte aus der unmittelbaren Umgebung und musste wohl nur wenige hundert Meter herangeschafft werden. Der Materialbedarf wird auf etwa 122,4 t geschätzt.

### Bestattungen
Bei der Grabung von 1929 wurden mehrere menschliche Knochen gefunden. Diese galten lange als verschollen und wurden erst 2004 wiedergefunden. Sie lassen sich mindestens sechs Individuen zuordnen. Von diesen lassen sich zwei sicher als männliche Erwachsene bestimmen, eines als Erwachsener oder Jugendlicher unklaren Geschlechts und eines als jugendliches Mädchen.

### Beigaben
Bei der Grabung wurde keine Keramik aus der Nutzungszeit des Grabes gefunden. Als einzige Beigaben wurden drei Klingen und ein Abschlag aus Feuerstein entdeckt. Grüne Patina an einem menschlichen Beckenknochen deutet auf die Beigabe von Schmuck oder Werkzeugen aus Kupfer hin. Bei den Feldbegehungen wurden weitere Feuerstein-Artefakte (Klingen, Schaber und querschneidige Pfeilspitzen) gefunden, die möglicherweise auch aus dem Grab stammen.

### Datierung
Mittels Radiokarbonmethode konnte die Nutzungszeit der Anlage auf 4480±40 BP; 3205±99 calBC bestimmt werden.